# Choix (revue)
Pour les articles homonymes, voir Choix.
Choix est une revue publiée durant la Seconde Guerre mondiale depuis Londres par le Service d'information des alliés. Au début elle était parachutée dans des containers spéciaux par des bombardiers de l’US Air Force[réf. nécessaire]. C'était une revue de haut niveau, intellectuelle, littéraire et artistique.

## Présentation
Conçue comme une réplique à l'offensive de propagande allemande, qui s'appuie notamment sur Points de vue, une revue de presse mensuelle publiée à Berlin et éditée en français, Choix publie essentiellement des textes anglo-américains, de façon compréhensible. 
Cependant, la revue comprend quelques textes français, dont le plus connu est le poème de Paul Éluard, Liberté, publié pour sa valeur de symbole dès le premier numéro de la revue. Parmi les autres textes français qui apparaissent dans Choix, on trouve également des textes tirés de la revue La France libre dirigée par André Labarthe et Raymond Aron, et d'autres de Saint Exupéry, de Vercors, ou encore de Paul Valéry.